# Time to Be Free
Time to Be Free è il primo album della band solista di Andre Matos uscito nel 2007.

## Tracce
1. Menuett – 0:48
2. Letting Go – 6:04
3. Rio – 6:00
4. Remember Why – 5:56
5. How Long (Unleashed Away) – 4:50
6. Looking Back – 4:56
7. Face the End – 5:12
8. Time to Be Free – 8:33
9. Rescue – 5:58
10. A New Moonlight – 8:57
11. Endeavour – 7:02
12. Separate Ways (Worlds Apart) (Bonus track Japan) – 5:17

## Formazione
- Andre Matos - voce e pianoforte
- Hugo Mariutti - Prima Chitarra
- André Hernandes - Seconda Chitarra
- Luís Mariutti - basso
- Eloy Casagrande - batteria
- Fabio Ribeiro - tastiera